# Macrostemum austrovicinorum
Macrostemum austrovicinorum là một loài Trichoptera trong họ Hydropsychidae. Chúng phân bố ở miền Cổ bắc.